# Железняк, Николай Кондратьевич
Николай Кондратьевич Железняк (укр. Микола Кіндратович Залізняк; 1888, Мелитополь — 1950, Пермь) — украинский общественно-политический деятель, публицист и дипломат, переводчик, редактор, журналист, издатель, историк. Доктор философии.

## Биография
Сын учителя математики. С 1905 — член партии социалистов-революционеров . Работал в организациях Таврической губернии и Киева. Член Киевской «Просвиты». Работал в её издательской комиссии как рецензент (1906—1907), печатался в газете «Рада».
Инициатор созыва 1-го съезда Украинской партии социалистов-революционеров в 1907 году. Делегирован фракцией эсеров Киевского университета в Совет студенческих представителей. 4 июня 1907 за организацию студенческих выступлений был арестован, исключён из университета и осуждён на вечную ссылку в Сибирь.
В 1907 бежал из киевской Лукьяновской тюрьмы, в 1908 эмигрировал в Галицию (Австро-Венгрия) и поселился во Львове.
Изучал философию во Львовском университете; работал практикантом археологического отделения Музея Научного общества имени Шевченко.
В 1909 — председатель Украинского студенческого союза. Корреспондент газет «Деревня» (1909—1910), «Засев» (1912), журнала «Родной край» (1910—1911).
Автор статей по истории, археологии и современной политике, а также рецензий на труды М. Грушевского, С. Даниловича, Д. Донцова, П. Стебницкого, Н. Сумцова и др. в «Записках Научного общества имени Шевченко» (1909—1913), «Литературно-научный вестник» (более 40 публикаций, 1907—1913), «Украинской жизни».
В 1914 стал одним из основателей «Союза освобождения Украины», из которого вскоре вышел, возглавив Заграничный комитет Украинской партии социалистов-революционеров в Вене, где также вёл активную публицистическую и издательскую деятельность (1914—1918). Переводчик научной, политической и художественной литературы с немецкого и французского языков (К. Бихера, В. Виндельбанда, А. Олара и др.).
Принимал неофициальное участие в качестве посредника между делегациями Украинской Народной Республики, Германии и Австро-Венгрии на мирных переговорах в Брест-Литовске в январе-феврале 1918 г. Весной 1918 основал в Стокгольме (Швеция) Украинское информационное бюро.
В 1919—1920 — посол УНР в Финляндии, а в 1920—1921 — посол УНР в Австрии.
Осенью 1920 года в Вене постановлением 3-й конференции УПСР был исключён из партии эсеров. 4 января 1921 на учредительном собрании Всеукраинской национального совета избран его секретарём.
С 1921 — в эмиграции — профессор Украинского свободного университета в Праге.
В 1927—1928 — главный редактор газеты «Дело» («Діло», Львов). Из-за антипольских статей был вынужден покинуть Польшу и вернуться в Австрию, поскольку имел гражданство этой страны. Продолжал издательскую и творческую деятельность в Вене.
В 1945 арестован советскими спецслужбами и приговорён к 15 годам заключения.
Умер в 1950 в тюрьме г. Пермь.

## Избранные публикации
- Про український рух у Київському університеті. «Рада», 1907, № 40, ;
- Велика селянська війна в 1525: (з історії німецьких селян). Львів, 1908;
- Як французькі селяне собі землю добували. Львів, 1909;
- Оповідання з історії української землі (нариси стародавньої культури), кн. 1-2. Львів, 1909-11;
- Російська Україна і її відродження. Львів, 1910;
- Новий курс західно-європейської археології. «ЗНТШ», 1911, т. 106;
- Філософія історії Г. Рікерта. В кн.: Студії з поля суспільних наук і статистики / НТШ. Львів, 1912;
- Король та народ (картина з історії Англії). Львів, 1913;
- Велика французька революція, кн. 1. Львів, 1914;
- Головні федерації сучасного світу. Львів, 1914;
- Українці, Росія й війна: Замітки й матеріали. Б/м, 1915;
- Самостійна Україна — соціалістичне гасло? , 1917;
- Державний устрій Німеччини. К., 1918;
- Нариси про національне питання. К., 1918;
- учасна велика індустрія і її значення. К., 1918;
- Оповідання з історії Української землі. К., 1919;
- Моя участь у мирових переговорах в Берестю-Литовському. В кн.: Берестейський мир: Спомини та матеріали. Львів, 1928;
- Діти кам’яної доби. Львів, 1929;
- Як люди до кращого життя доходили: Нариси з загальної історії людської культури. Львів, 1929.